# حزب سوسیالیست متحد مکزیک
حزب سوسیالیست متحد مکزیک (اسپانیایی: Partido Socialista Unificado de México‎) یک حزب سوسیالیستی در مکزیک بود.

## تاریخچه
این حزب در نوامبر ۱۹۸۱ با ادغام چهار حزب سوسیالیستی تأسیس شد:
- حزب کمونیست مکزیک (Partido Comunista Mexicano) حزب وابسته مکزیکی به کمینترن، که در سال ۱۹۱۹ تشکیل شد.
- جنبش اقدام و وحدت سوسیالیستی (Movimiento de Acción y Unidad Socialista ) پس وز جدایی از حزب کمونیست که در جنبش کارگری مکزیک فعال بود.
- حزب مردم مکزیک (Partido del Pueblo Mexicano) - جدایی از حزب سوسیالیست مردمی
- جنبش اقدام مردمی (Movimiento de Acción Popular ) - حزبی که در مبارزات دموکراسی و اصلاحات اتحادیه‌های کارگری در دهه ۱۹۷۰ شرکت کرده‌است.

این چهار حزب قبل از ادغام برای تشکیل حزب سوسیالیست متحد، یک اتحاد انتخاباتی به نام ائتلاف چپ تشکیل داده بودند (Coalición de Izquierda) در سال ۱۹۷۷
اگرچه حزب سوسیالیست متحد یک سازمان چند گرایش بود، اما به‌طور کلی از ایدئولوژی کمونیسم اروپایی پیروی می‌کرد. در سال ۱۹۸۸، حزب سوسیالیست متحد مکزیک نام خود را به حزب سوسیالیست مکزیک (Partido Mexicano Socialista) پس از ادغام با حزب کارگران مکزیک. تغییر داد. در سال ۱۹۸۹، به‌دنبال کمپین ریاست جمهوری Cuauhtémoc Cárdenas , PMS به کاردناس و دیگر مخالفان حزب انقلابی نهادی پیوست تا حزب انقلاب دموکراتیک را تشکیل دهد.